# Concordia (partido político)
Concordia (en catalán: Concòrdia) es un partido político progresista andorrano formado en 2022 con el objetivo de presentarse a las elecciones parlamentarias de 2023. Propone frenar la inversión extranjera en el sector inmobiliario y racionalizar los precios de la vivienda, y ha sido crítico con el acuerdo de asociación con la Unión Europea, exigiendo que Andorra permanezca fuera del mercado único europeo. También son defensores de la preservación del patrimonio natural.
Concordia está encabezada por dos copresidentas, Núria Segués y Sílvia Mosquera. Al menos un presidente no siempre debe ocupar un cargo electo para separar la influencia institucional de la organización del partido.
El partido ganó cinco escaños en las elecciones parlamentarias andorranas de 2023.